# Tamika Hunt
Tamika Hunt (* 18. April 1993 in Goulburn als Tamika Saxby) ist eine ehemalige australische Squashspielerin.

## Karriere
Tamika Hunt begann ihre professionelle Karriere im Jahr 2011 und gewann zehn Titel auf der PSA World Tour. Ihre höchste Platzierung in der Weltrangliste erreichte sie mit Rang 48 im November 2017. Mit der australischen Nationalmannschaft nahm sie an der Weltmeisterschaft 2016 teil. 2017 und 2021 wurde sie australische Meisterin.

## Erfolge
- Gewonnene PSA-Titel: 10
- Australischer Meister: 2017, 2021